# St. Nikolai (Machern)

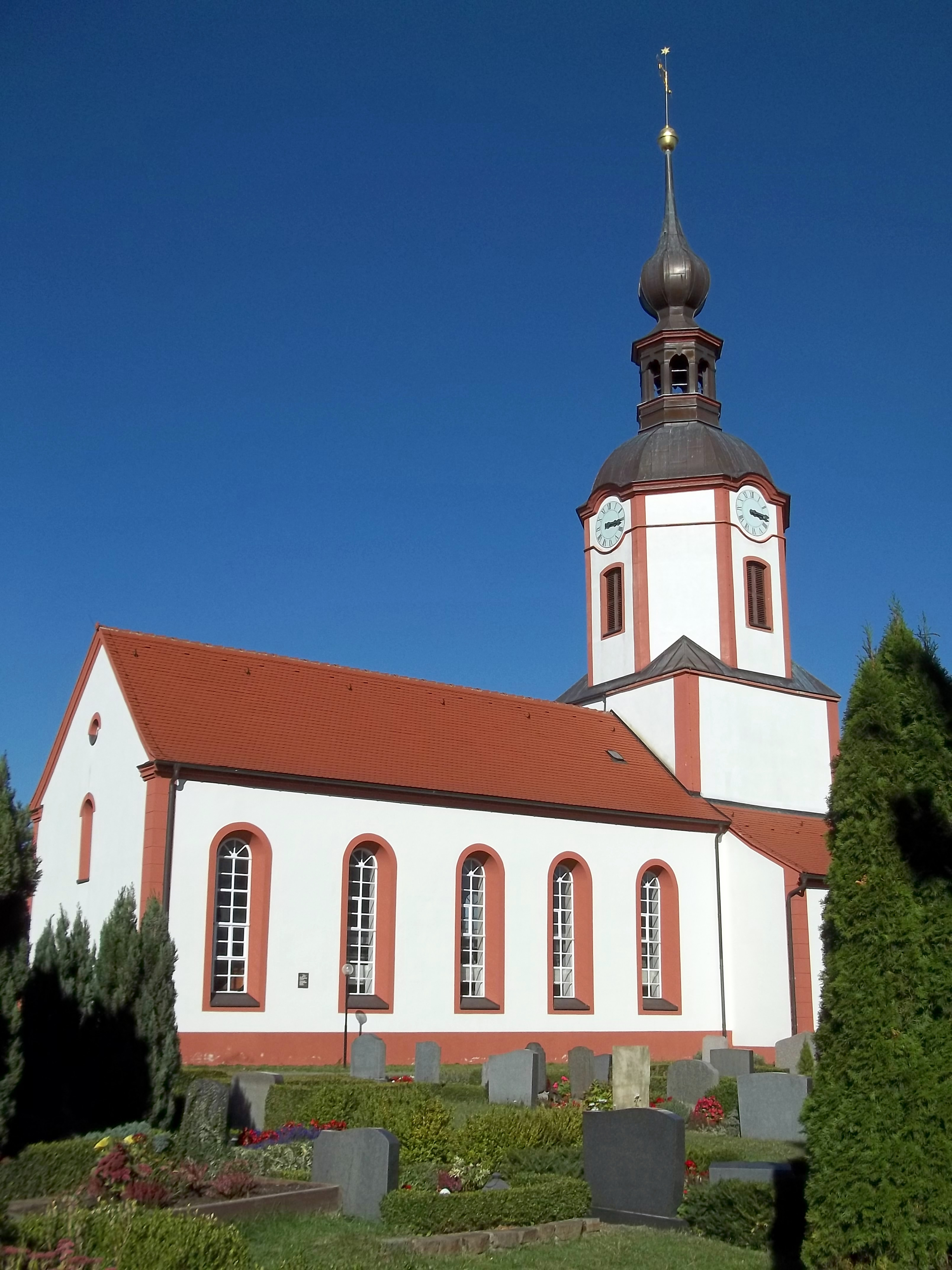
Die St. Nikolai-Kirche in Machern mit ihrem 34 Meter hohen Kirchturm (2013)

St. Nikolai in Machern, Landkreis Leipzig, ist als sächsische Evangelisch-Lutherische Kirche der einzige Sakralbau des Ortes. Sie steht mitten im Ort und ist von einem kleinen historischen Friedhof umgeben.

## Entwicklung
In die Zeit der Ersterwähnung von Machern (Mucherini) 1121 reicht wohl auch die ursprüngliche Zugehörigkeit zum Bistum Merseburg zurück. Ab 1268 wurde der Ort eine selbständige Pfarrgemeinde, als damals Machern und Brandis kirchenrechtlich getrennt wurden.
1492 stiftete Friedrich von Lindenau zwei Glocken für die Kirche. Sein Sohn Albrecht II. von Lindenau engagierte sich für die Reformation. Heinrich von Lindenau, Sohn Albrechts II., brachte aus Wittenberg den Mönch Conrad Kluge mit, der 1521 erster protestantischer Pfarrer in Machern wurde – 18 Jahre vor der offiziellen Einführung der Reformation im Herzogtum Sachsen.
Heinrich von Lindenau heiratete 1524 Gertrud von Schellenberg, die – wie Martin Luthers Ehefrau Katharina von Bora – Nonne im Kloster Nimbschen war und mit ihr von dort floh. Deren Traupredigt hielt in der Kirche zu Machern der kurfürstliche Hofprediger Georg Spalatin, Humanist und Wegbegleiter Martin Luthers.
Mitte des 18. Jahrhunderts wurde der Kirchturm im Barock-Stil neu gebaut (Höhe 34 Meter, Fertigstellung am 3. Juli 1753) und die Kirche renoviert.
1815 wurde die Pfarrei Machern, die bis dahin der Ephorie Eilenburg unterstand, infolge der Teilung Sachsens dem Ephoralamt Leipzig, kurz danach der Ephorie Grimma und schließlich der Superintendentur Wurzen zugeteilt.
1824 wurde die Kirche umfangreich saniert: Die Außenarbeiten finanzierte die Gemeinde, die Innenarbeiten an Altar, Kanzel und Fußboden die Kaufmannsfamilie Gottfried Schnetger als Kirchenpatronats-Nachfolger der Grafen von Lindenau als Eigentümer von Schloss und Rittergut Machern. 1896 spendete die Familie Schnetger während der Renovierung des Kircheninnenraums drei große Kathedralglasfenster und 1906 eine Wetterfahne, welche 1998 ersetzt wurde.
|  |  |

## Architektur- und Kunstgeschichte
Der Baukörper ist eine Mischung verschiedener Stilepochen und daher architektonisch uneinheitlich. Der spätgotische Chorraum mit unregelmäßigem Sterngewölbe wurde um 1430 erbaut. Das Langhaus entstand um 1490; 1615 wurde es verlängert und die Sakristei angebaut. Der Turm von 1753 ist barock gestaltet und wurde 1967 instand gesetzt. Zwei Glocken tragen die Jahreszahl 1492, die Stundenglocke ist von 1733.
Im Kirchenraum stehen rechts die Epitaphe der Familie von Lindenau aus dem 16. Jahrhundert, links sind Grabmäler von zwei Macherner Pfarrern. Im Chorraum links hinter der Kanzel haben drei Grabmäler der Familie von Lindenau ihren Platz: zwei Stein-Epitaphe (ein betender Ritter, daneben ein bildhauerisch reich verziertes Grabmal mit ausführlicher Inschrift) und ein Bild-Epitaph von 1770 – es zeigt Graf Heinrich Gottlieb von Lindenau, gemalt von Anton Graff, dem Mitglied der Dresdener Kunstakademie.
In der Mitte des Chorraums steht der Altarstein mit aufgesetztem Hochaltar. 1959 verkaufte die Kirchgemeinde aus Geldnot ihren spätgotischen Marienaltar, er steht seitdem in der Christuskirche in Leipzig-Eutritzsch. Das Farbglasfenster hinter dem Altar, gestiftet von Wilhelm Eduard Heinrich Schnetger und seiner Frau, ist in musivischer Maltechnik gestaltet. Es zeigt Jesus Christus mit Kelch und Hostie. Auf dem Schriftband zu seinen Füßen steht: Durch mich zum Vater.

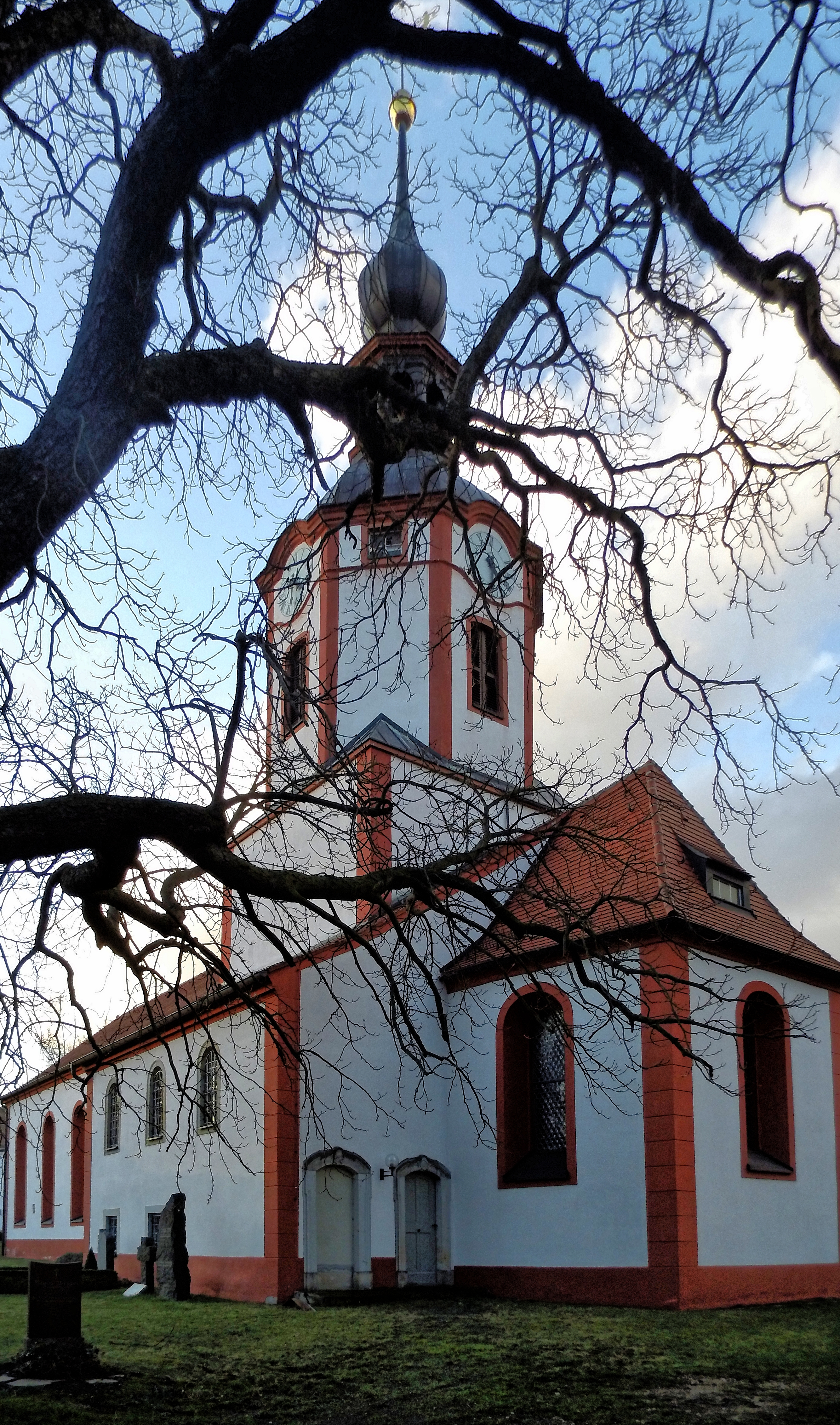
St. Nikolai vom Friedhofs-Portal aus gesehen (2016)
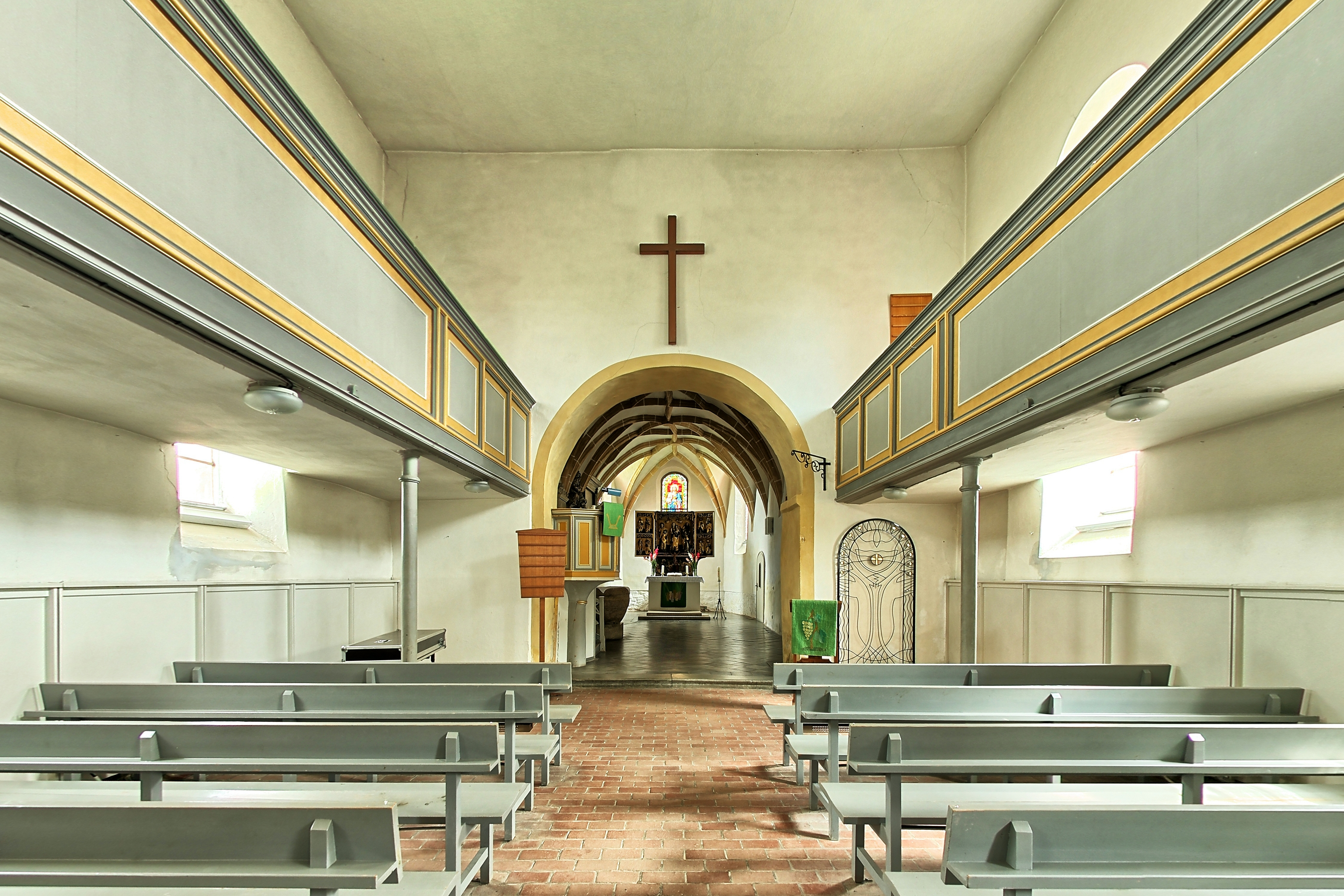
Blick zum Chor und Altar (2024)
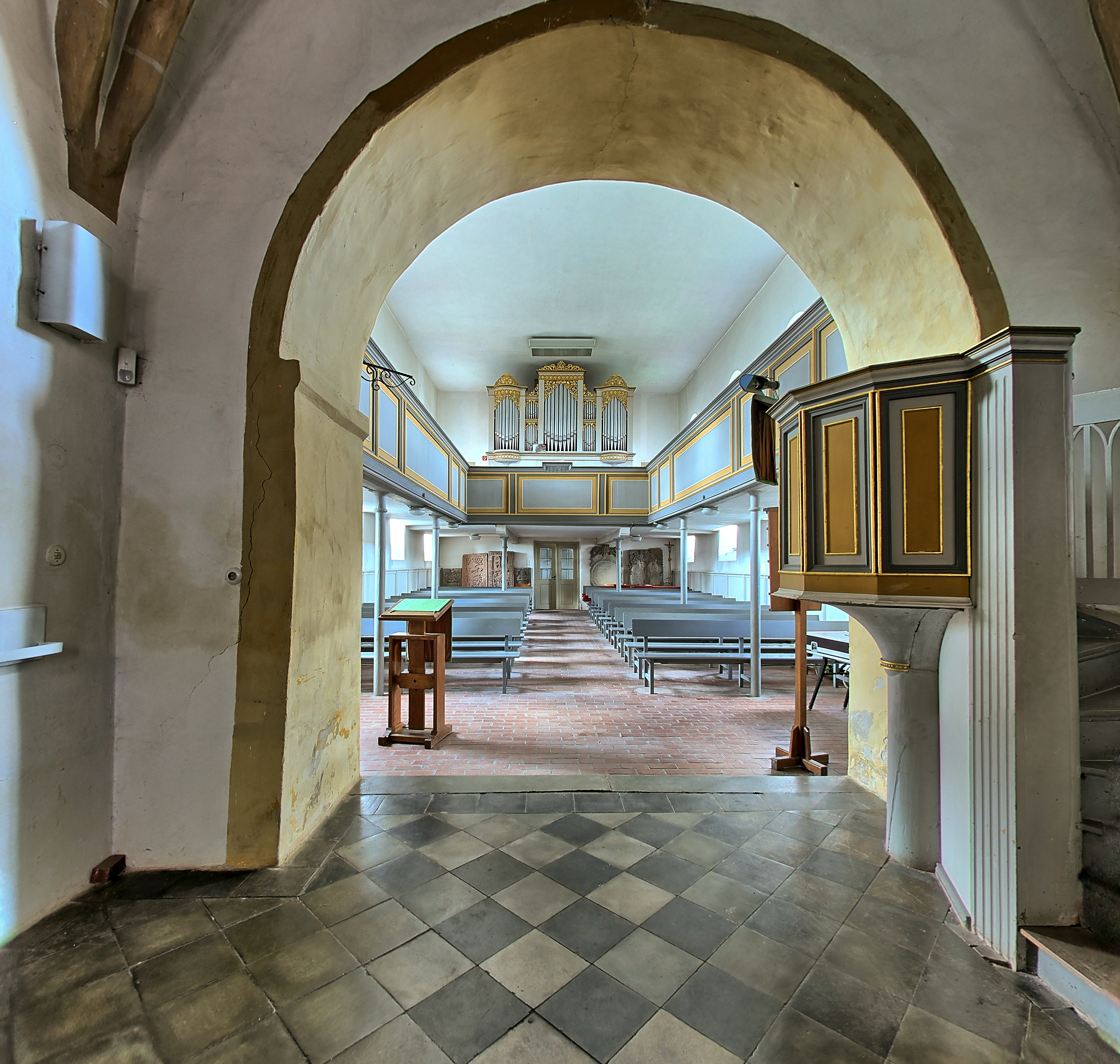
Blick zu Empore und Orgel (2024)
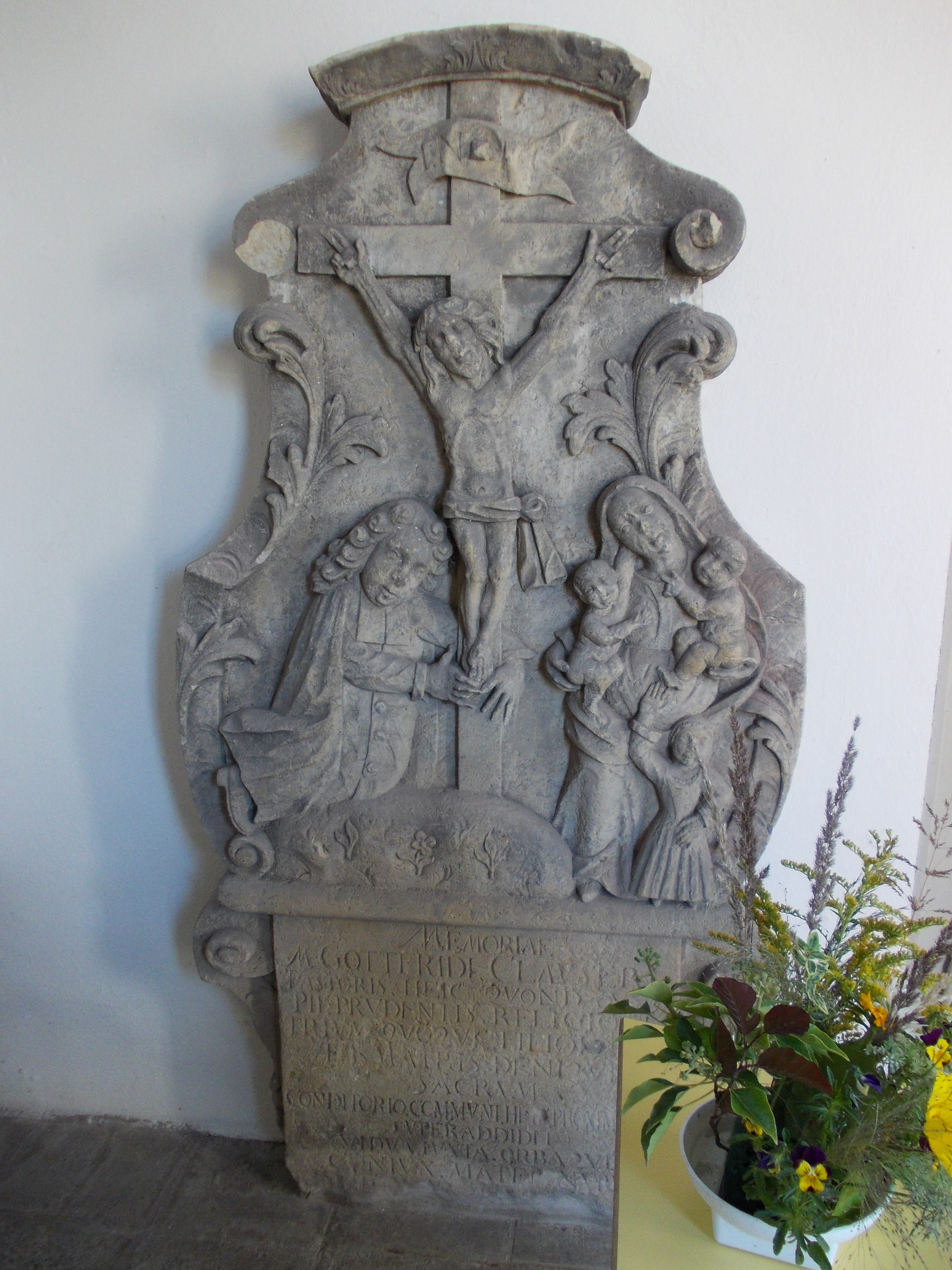
Epitaph des 1713 verstorbenen Pastors Gottfried Klauser (2012)
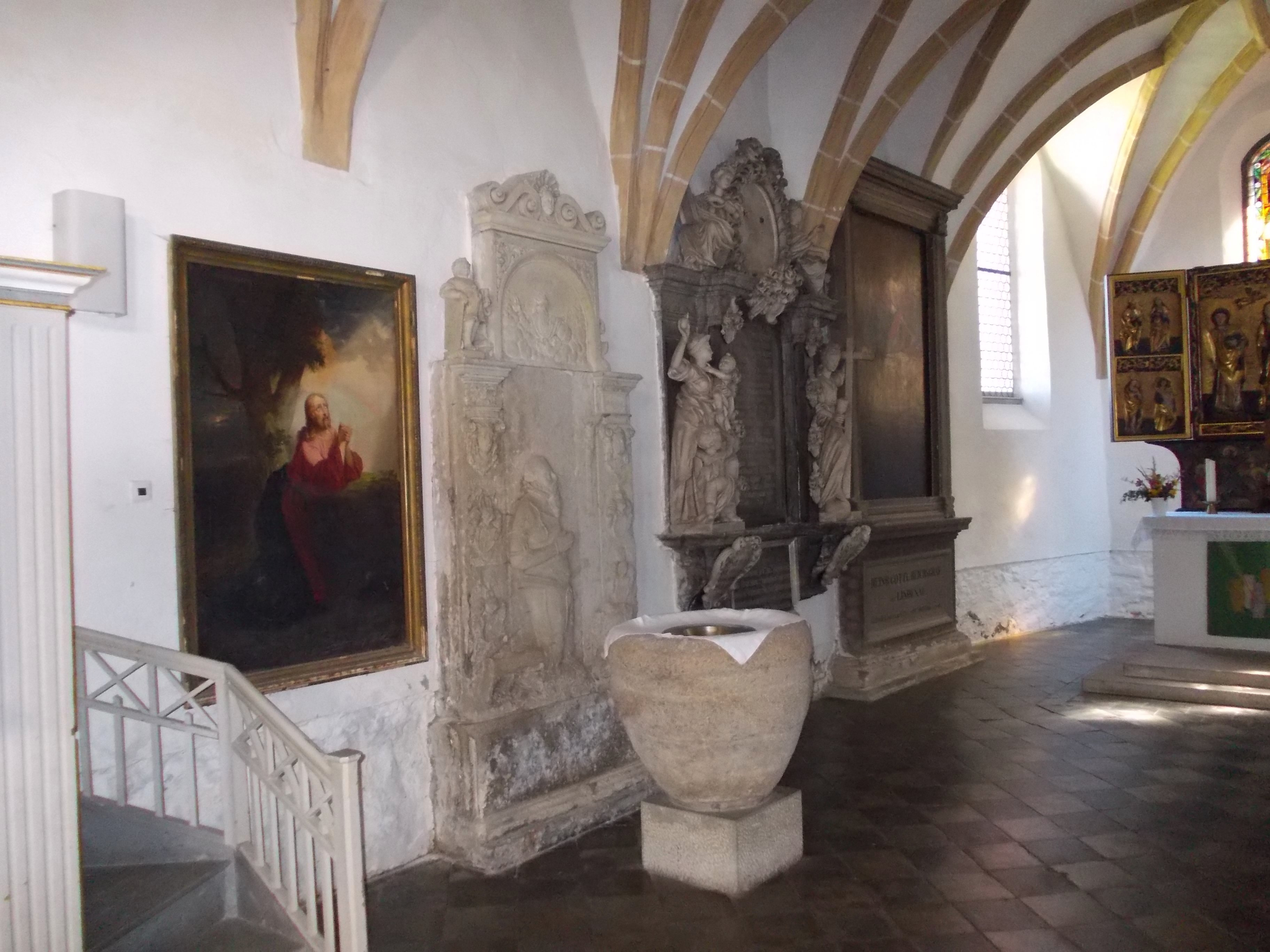
Taufstein und drei Epitaphe der Familie von Lindenau (2012)

## Ausstattung

### Altar

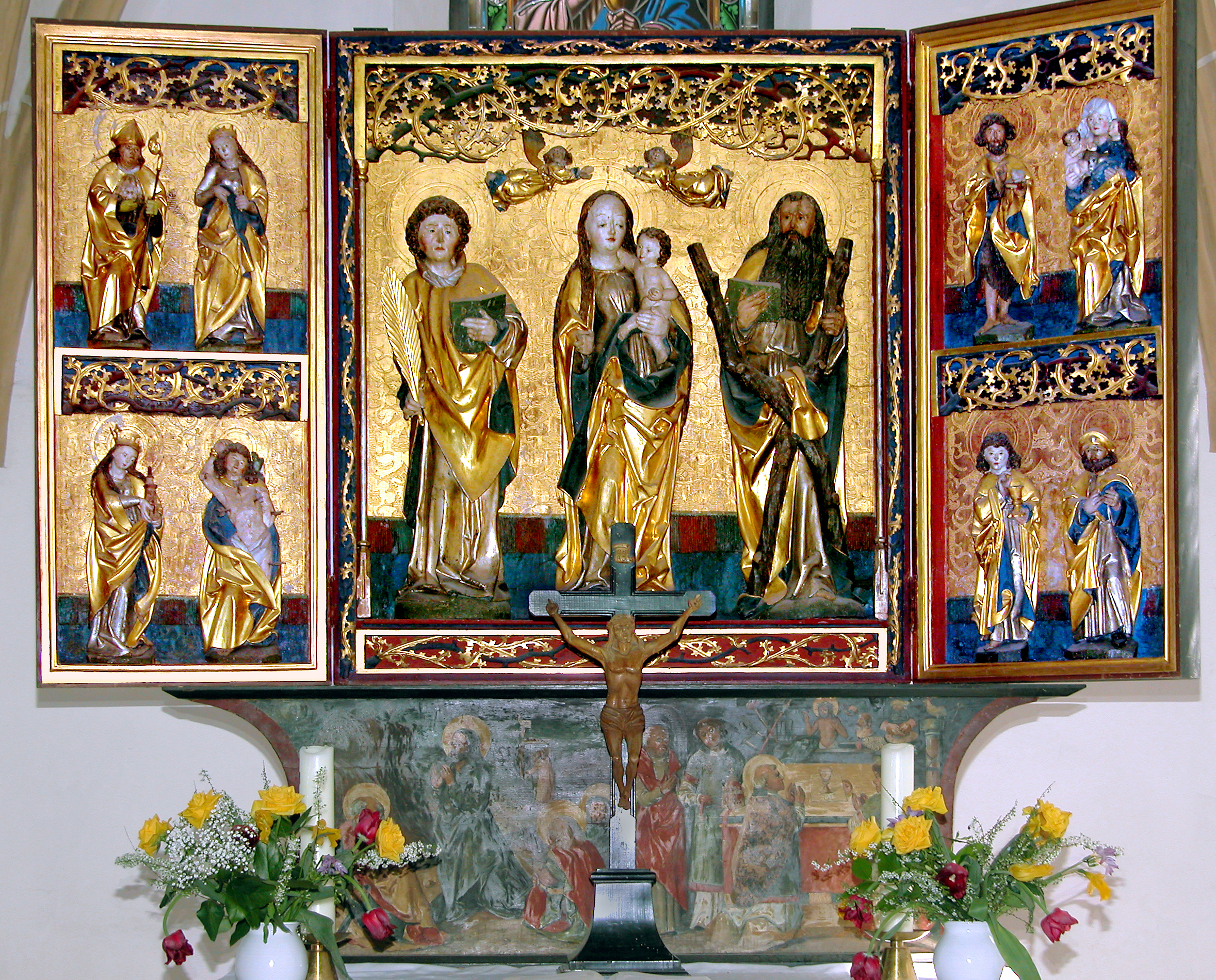
Der spätgotische Schnitz-Altar (2009)

Der spätgotische Schnitz-Altar wurde 1995 in der Kirche Machern aufgestellt und ist eine Leihgabe der Laurentiuskirche (Leulitz) von Leulitz, einem Nachbarort von Machern. Er war 1978 von dort zur Konservierung in die Dresdener Kunsthochschule gebracht worden.
Auf der Predella, also dem unteren Teil des Altars, ist auf der linken Hälfte Jesus, mit seinen Jüngern im Garten Gethsemane am Abend vor seiner Kreuzigung zu sehen. Auf der rechten Hälfte dargestellt ist der Heilige Papst Gregor der Große (590–604) dem während einer Abendmahlsfeier eine Vision erschien: der auferstandene Christus, umgeben von Symbolen seiner Gefangennahme, Verurteilung und Kreuzigung.
Auf den beiden Seitenflügeln sind jeweils vier Heilige zu sehen. Auf dem linken Flügel, links oben beginnend: Der Heilige Maternus, im 4. Jahrhundert Erzbischof von Köln, Schutzheiliger des Weinstocks; die Heilige Katharina, Märtyrerin in Alexandria aus dem 4. Jahrhundert, Schutzheilige der Philosophen; die Heilige Barbara, Märtyrerin aus dem 3. Jahrhundert, Schutzheilige der Waffenschmiede und Artilleristen, der Berg- und Bauleute, Nothelferin bei Blitzgefahr sowie der Heilige Sebastian, Märtyrer aus dem 3. Jahrhundert, Schutzheiliger der Schützen.
Auf dem rechten Flügel, links oben beginnend: Johannes der Täufer: Er taufte Jesus, war sein Wegbereiter; Anna Selbdritt: Anna, Mutter der Maria, trägt Maria auf ihrem linken und Jesus auf ihrem rechten Arm, Schutzheilige der Bergleute, der Schiffer und der Armen; Johannes: Jünger Jesu, wahrscheinlich der Verfasser des Johannes-Evangeliums sowie der Jakobus im Pilgergewand, mit Pilgerstab und Hut mit Jakobsmuschel.
Im Mittelschrein sind dargestellt (von links nach rechts): Der Heilige Laurentius, römischer Märtyrer aus dem 3. Jahrhundert, mit Palmzweig. In der Mitte Maria mit dem Jesuskind, bekrönt von zwei Engeln. Der Heilige Andreas, Bruder des Simon Petrus, Apostel der Skythen, im Jahr 60 an ein Kreuz mit diagonal verlaufenden Balken geschlagen (Andreaskreuz). Auf der Rückseite des Altars auf dem linken Flügel die Verkündigung des Erzengels Gabriel an Maria, auf dem rechten die Anbetung der Heiligen Drei Könige.

### Orgel

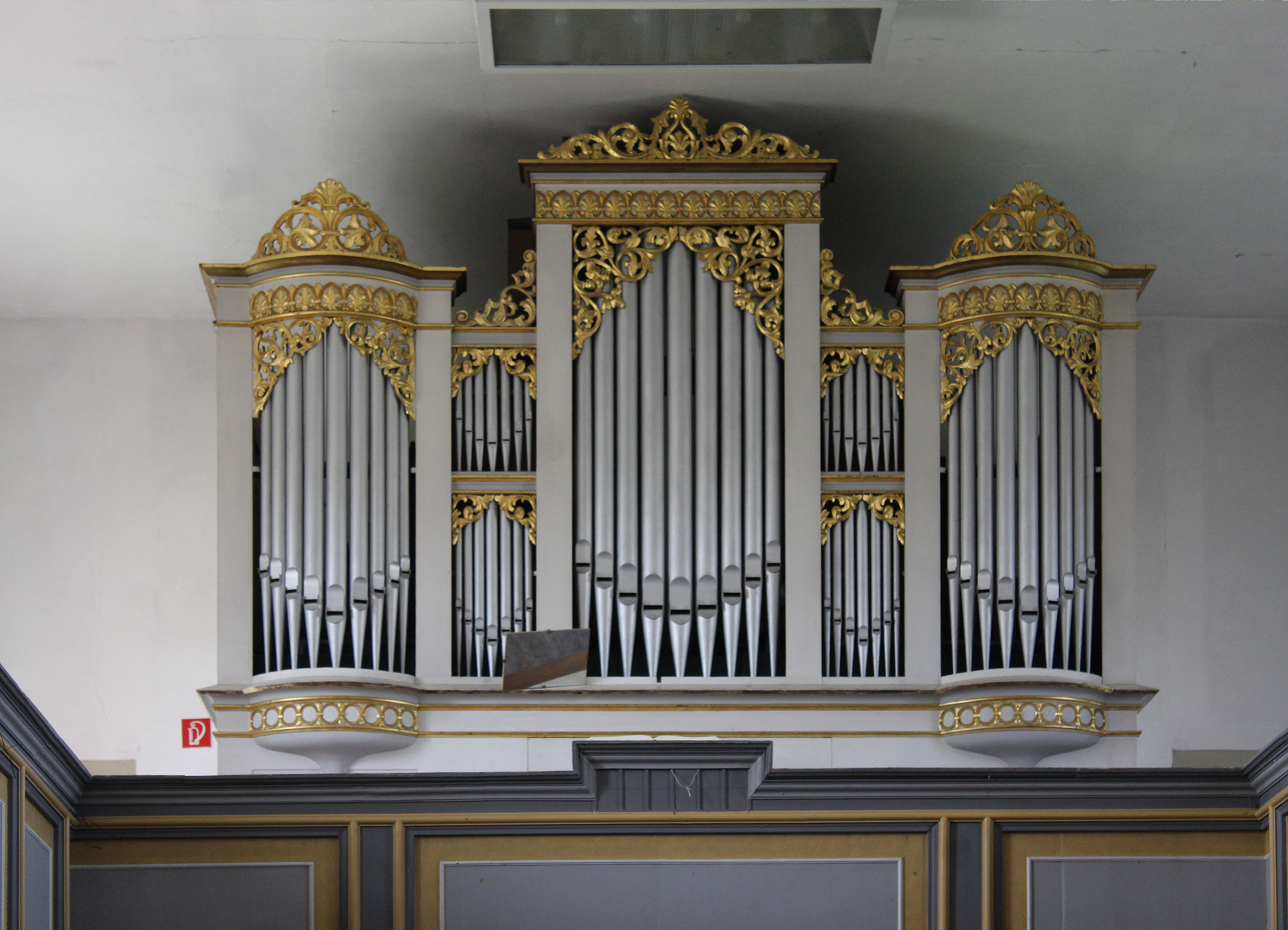
Die Orgel gebaut 1875 von Conrad Geißler, Eilenburg (2023)

1786 schenkte Karl Heinrich August von Lindenau der Kirche eine neue Orgel. 1875 baute die Werkstatt von Conrad Geißler (1825–1897) in Eilenburg die bis heute bespielte Orgel mit 15 Registern, zwei Manualen und Pedal ein, dazu musste das Kirchenschiff erhöht und verlängert werden. Im  Jahr 1999 wurde sie von Orgelbauer Benjamin Welde restauriert.
Die Orgel hat gegenwärtig (Stand 2018) folgende Disposition:
| 1. Manual |            |         |
| 1.        | Bordun     | 16'     |
| 2.        | Principal  | 08'     |
| 3.        | Gedackt    | 08'     |
| 4.        | Octave     | 04'     |
| 5.        | Gemshorn   | 04'     |
| 6.        | Quinte     | 02 ⁄3′  |
| 7.        | Terz       | 01 3⁄5′ |
| 8.        | Octave     | 02'     |
| 9.        | Mixtur III |         |

| 2. Manual |                  |     |
| 10.       | Lieblich Gedackt | 08' |
| 11.       | Flöte travers    | 04' |
| 12.       | Spitzoktave      | 02' |

| Pedal |          |     |
| 13.   | Subbaß   | 16' |
| 14.   | Violon   | 16' |
| 15.   | Octavbaß | 08' |

- Koppeln: Manualcoppel II-I; Pedalcoppel I-P

### Glocken
Das Geläut besteht aktuell (Stand: Februar 2021) aus zwei Bronze-Glocken aus dem Jahr 1492 mit den Tönen f′ -2 (unterer Durchmesser 1106 mm; ca. 850 kg) und b′ -1 (unterer Durchmesser 860 mm; ca. 350 kg), deren Gießer unbekannt sind. Wilhelm Schnetger ließ 1865 die gesprungene kleine Kirchenglocke auf seine Kosten umgießen und etwas vergrößern. Diese Glocke erhielt von den Einwohnern Macherns den Namen Agnes-Glocke, den Namen der Frau des Kirchenpatrons.

## Namenspatron

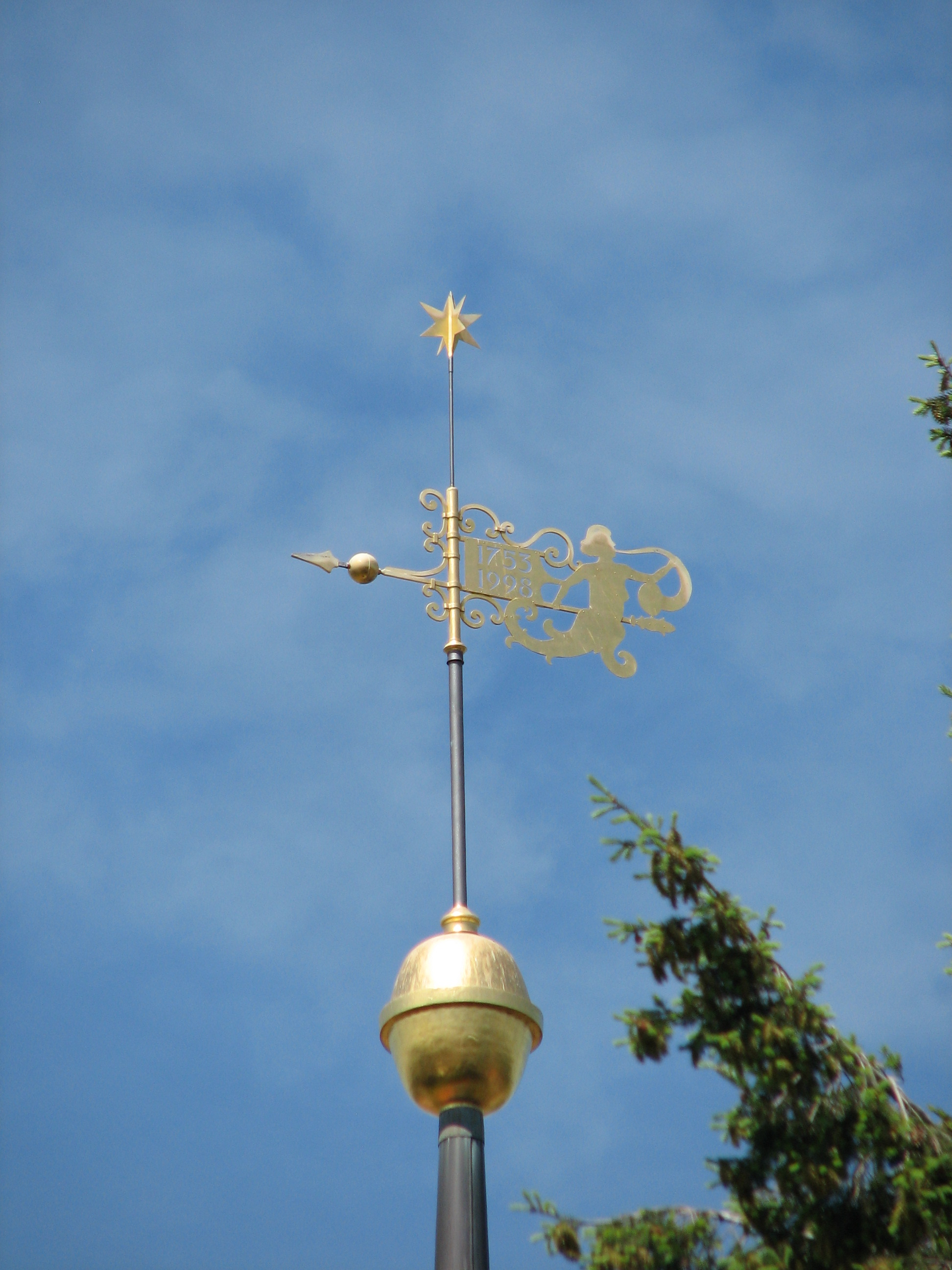
Turmknauf und Wetterfahne mit zwei Jahreszahlen

Namenspatron dieser (und zahlreicher weiterer Nikolaikirchen) ist der Heilige Nikolaus von Myra.

## Friedhof
St. Nikolai ist vom Friedhof Machern umgeben. Unter den hier Bestatteten sind u. a. Gottfried Schnetger und seine Ehefrau sowie die folgenden drei Schnetger-Schlossherren und ihre Ehefrauen.

## Kirchgemeinde
Mit Wirkung vom 1. Januar 2020 haben die Evangelisch-Lutherischen Kirchgemeinden Borsdorf-Zweenfurth, Gerichshain-Althen und Panitzsch (seit 1. Januar 2020: Vereinigte Evangelisch-Lutherische Kirchgemeinde Parthenaue-Borsdorf), die Evangelisch-Lutherische St.-Nikolai-Kirchgemeinde Machern und die Evangelisch-Lutherische Kirchgemeinde Püchau-Bennewitz (seit 1. Januar 2020: Vereinigte Evangelisch-Lutherische Kirchgemeinde Machern-Püchau-Bennewitz), die Evangelisch-Lutherische Kirchgemeinde Brandis-Polenz und die Evangelisch-Lutherische Kirchgemeinde Beucha-Albrechtshain im Kirchenbezirk Leipziger Land ein Schwesterkirchverhältnis gegründet. Trägerin der gemeinsamen Pfarrstellen und anstellende Kirchgemeinde gemäß Kirchgemeindestrukturgesetz (§ 2 Abs. 3) ist die Evangelisch-Lutherische Kirchgemeinde Parthenaue-Borsdorf.
Seit 1. April 2020 ist Lydia Messerschmidt die neue Pfarrerin der Kirchgemeinde.

## Pfarrer
| - 1521: Konrad Kluge - 1527: Theobald Diedelhuber - 1529: Theobald Oettinger - 1539: Kilian Scheerbaum - 1544: Johann Meurer - 1544: Christoph Neiß - 1548: Georg Friedrich - 1550: David Meise - 1551: Lorenz Müller - 1554: Andreas Herler d. Ä. - 1579: Johann Rosenbach - 1582: Peter Wilde - 1591: Melchior Burkhart - 1597: Johann Heckethier - 1638: Georg Weirauch | - 1643: Johann Zösche - 1653: Zacharias Dürr - 1686: Nikolaus Haas - 1691: Georg Fritzsche - 1705: Abraham Pilz - 1710: Johann Gottfried Rochau - 1713: Gottfried Klauser - 1720: Samuel Förster - 1752: Andreas Heinrich Schildbach - 1767: Christlieb August Beuthner - 1786: Johann Christian Sörnitz - 1792: Johann Karl Böttger - 1802: Christian Friedrich Leberecht Mudre - 1842: Friedrich August Hingst - 1849: Kurt Heinrich Jässing | - 1858: Christian Wilhelm Gotthold Döhler - 1859: Johann Gottfried Lohde - 1895: Friedrich Ernst Rosenthal - 1932: Johannes Fürchtegott Wolf - 1936: Alfred *Rudolf Poser - 1939: Johannes Alfred Zweigler - 1945: August Kimme - 1957: Harry Bachmann - [...]: Gottfried Süß - 2007: Barbara Lötzsch - 2020: Lydia Messerschmidt |

## Varia
Die Kirche Machern ist Weg-Station auf dem Ökumenischen Pilgerweg, der zum durch Deutschland verlaufenden Bereich des Jakobswegs gehört.